# 皮蛋

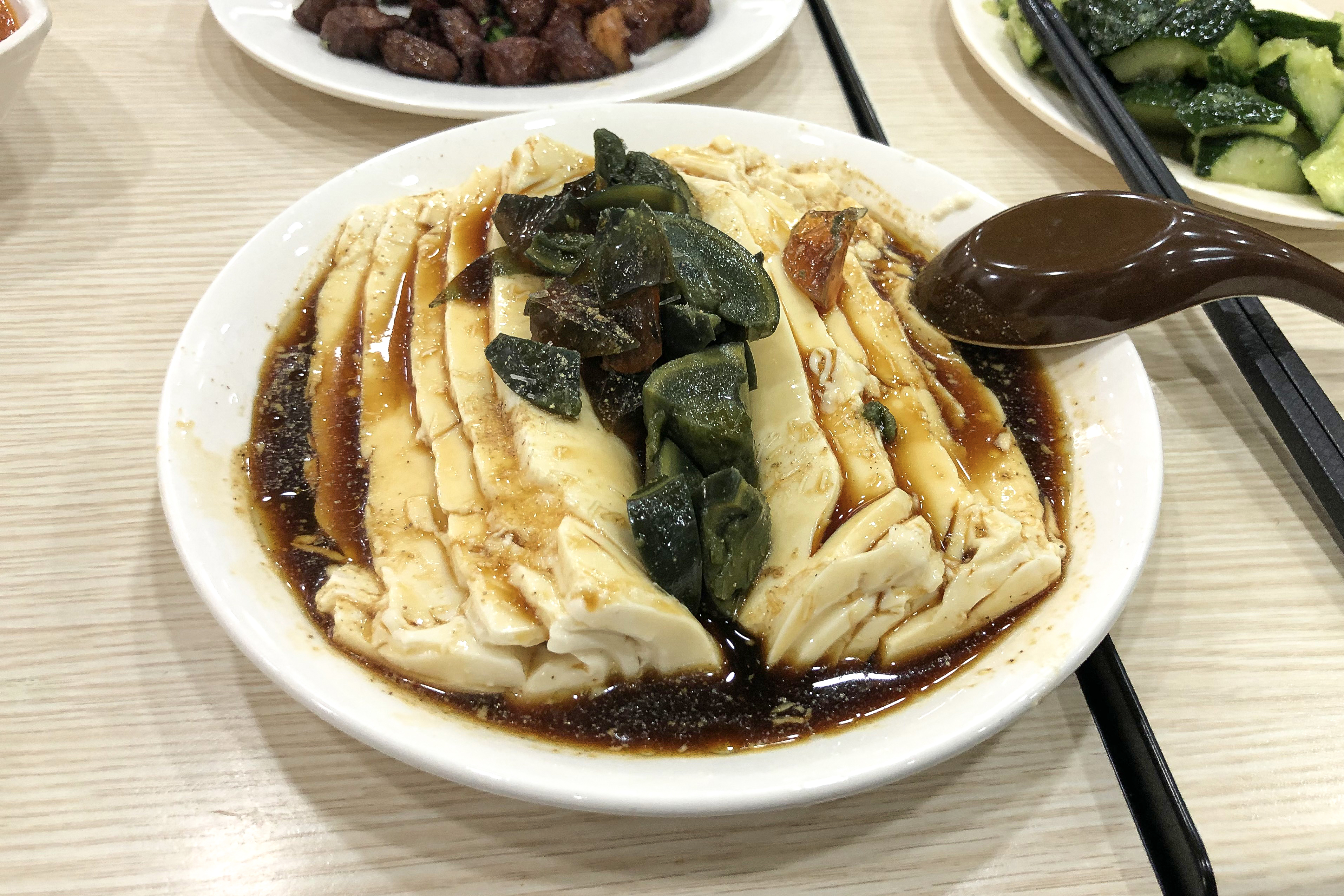
皮蛋豆腐

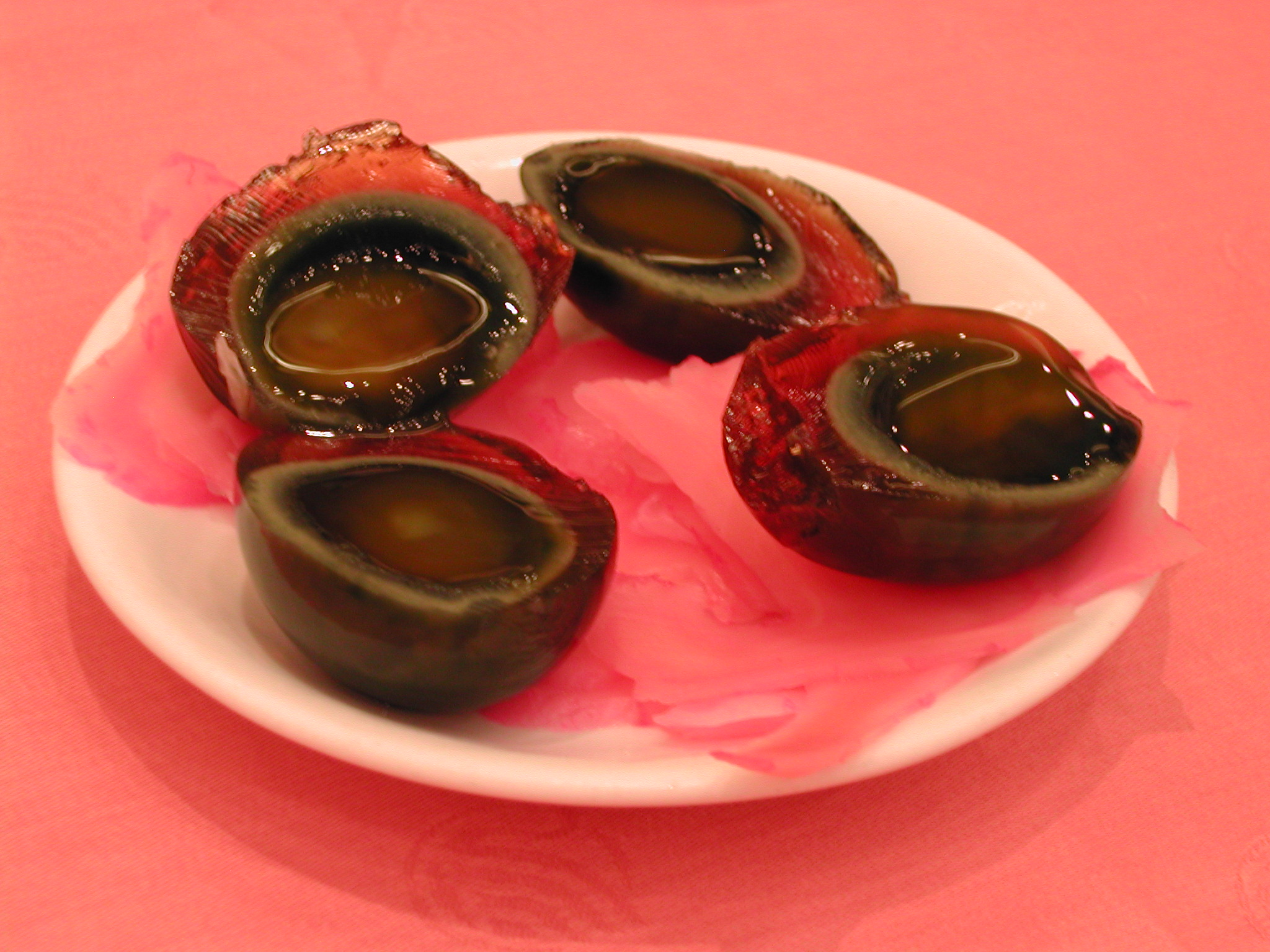
广东小食：皮蛋拌酸薑

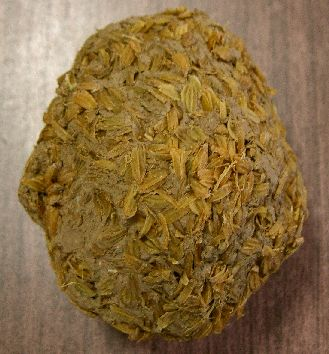
皮蛋外所包裹的药料

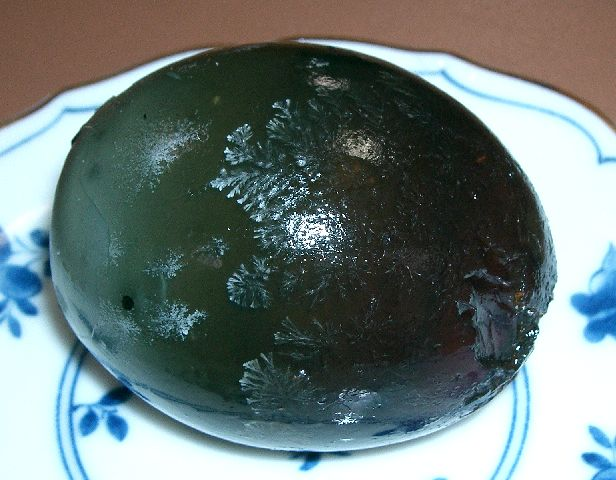
皮蛋上的雪花状花纹

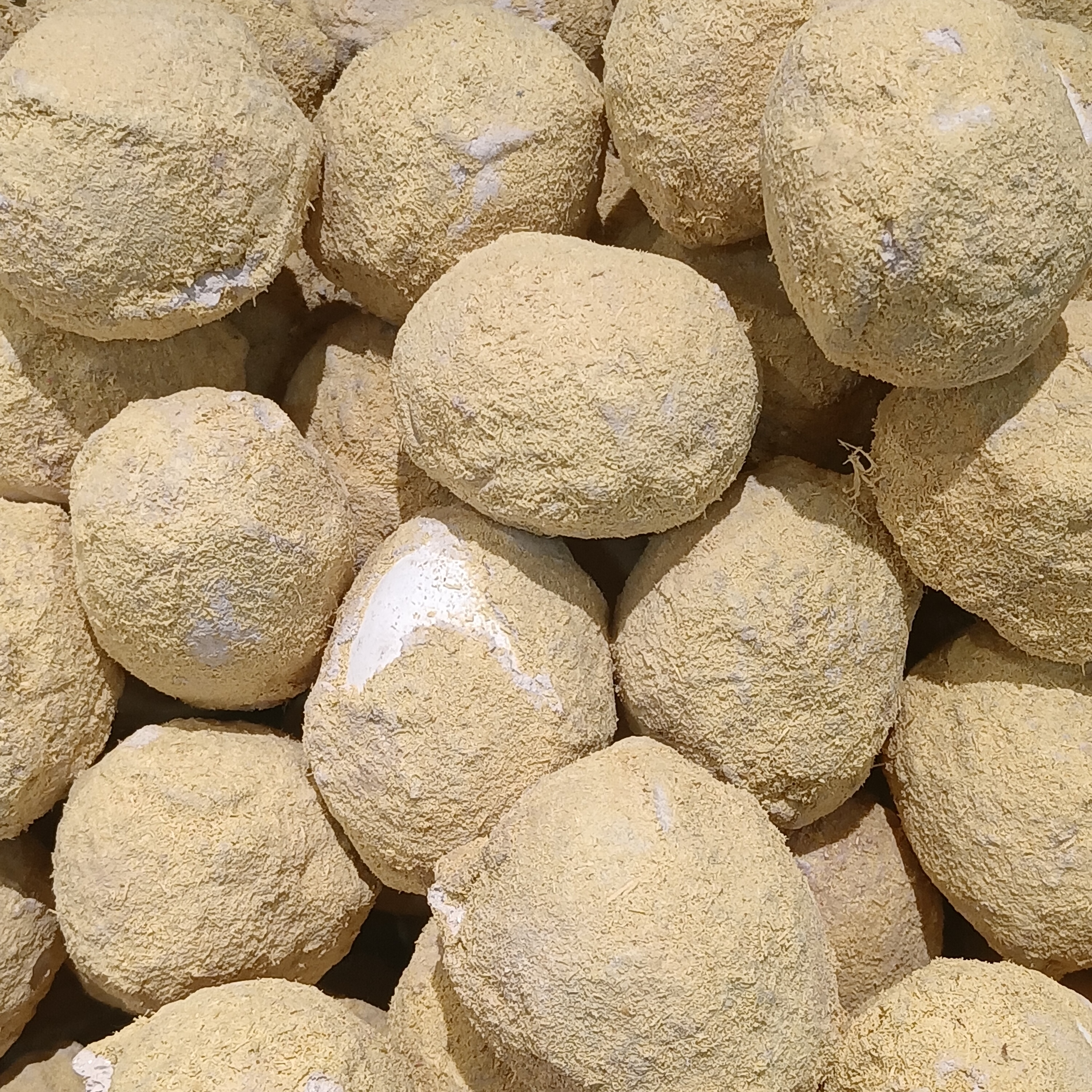
河南鸡变蛋

皮蛋，又稱松花蛋、变蛋、灰包蛋、碱蛋、泥蛋等，是以鸡蛋、鴨蛋或鵝蛋為制作原料的加工食物。

## 歷史
皮蛋在明代称为“混沌子”。方以智《物理小识》：“池州出变蛋，以五种树灰盐之，大约以荞麦穀灰则黄白杂揉，加炉炭石灰，则绿而坚韧。”根據《益陽县志》记载，皮蛋於明朝初年在湖南省益陽縣在一個偶然的機會下發現。當地制做皮蛋的蛋行有：张益顺、苏楚江、陈福星、张兴发、尹星福、楊富貴、賈丈豪等。從此皮蛋就上了中國人的餐桌，成為一種特別材料。
外国人初到中国不知皮蛋为何物，认为一定储存很长时间才使得蛋变黑，所以英语称为“百年蛋”（Century Egg、Hundred-year Egg）或“千年蛋”（Thousand-year Egg）。随着皮蛋逐渐被国际接受，英文中也有“腌蛋”（Preserved Egg或Preserved Duck Egg）的称呼。另外因为乌龟寿命很长，少數人誤以為皮蛋是百年的烏龜蛋。

## 製法
皮蛋的制作方法之一是用輕鹼的化學物質混合石灰泥和米糠包裹在鸭蛋外面放在陰涼處三個月以上，米糠作用是分隔每顆皮蛋。储存一段时间后，鸭蛋内部产生变化，蛋清凝结为胶冻状、变成半透明黑色，上面有许多淡黄色花纹，极似松树针状叶，故又名松花蛋。蛋黄溏化，稀软金黄。食用时不必再烹调。
按照台灣衛生福利部公告的「蛋類衛生標準」中已訂有蛋類中重金屬鉛0.3 ppm、銅5 ppm的限量標準。而另一方面，该标准中并无关于“有铅”、“无铅”的界定。业界所称的“无铅”，多指使用铜或锌化合物、鋅鹽替代氧化铅的工艺。至于蛋白表面的“松花”是由鹽類所形成的结晶，与制作方法有所關連。
由于醃製过程中强碱的作用，使蛋白质及脂质分解，变得较容易消化吸收；胆固醇含量也变得较鲜蛋为低。
皮蛋在各地吃的方式不同。北方人喜欢把皮蛋延纵轴方向切成四或多瓣，撒上姜丝或者姜末，再撒上醋凉拌食用。广东人把它切碎放在粥裡，最常见的是皮蛋瘦肉粥。凉菜中以皮蛋拌豆腐较为常见。其中上海人喜欢作的皮蛋豆腐，用生的皮蛋和嫩豆腐绞碎，加一点酱油和芝麻油。其做法，以盤子裝一塊冰過的嫩豆腐，於豆腐的四周排一圈切半的皮蛋，之後在上方淋上醬油膏及肉鬆，唯一区别是再灑上柴魚片，有的食客认为極為爽口美味。

## 保存方式
未開封的皮蛋在常溫通風場所下可放置3~6個月，應避免光照導致蛋殼受熱破裂。剝殼後的皮蛋很快就會發臭、變質，可放置於保鮮盒冷藏，但會因為水分流失而改變原有的風味，建議盡早食用完畢。

## 揀選方法
熟成並凝固良好的皮蛋具有彈性，剝殼後的皮蛋蛋白表面無明顯斑點，為均勻墨綠色凝固體，蛋黃則因浸漬時間的長短會呈現全熟或溏心狀。熟成良好的皮蛋聞起來有少許溫和的氨味，如果製做時熟成不佳，則會有異味及有咬嘴感。

## 争议
2011年6月，美國CNN的iReport欄目將皮蛋評為「世界最噁心的食物」頭名。该事件在网上引起广泛议论，文章作者面对网络责难甚至死亡威胁。7月6日，CNN在其網站上刊登中英文雙語聲明，表示“无意造成的任何冒犯”，並“表示诚挚的歉意”。
2019年4月，意大利警方查扣當地華人店鋪的800顆皮蛋、鹹鴨蛋，形容這是「不適合人類食用」的食物。

## 料理
- 皮蛋豆腐：做法是將皮蛋與豆腐放在一起，然後淋上些許醬油膏或醬油和醋、辣椒、蒜頭，芫荽等，更講究一點可以再灑上一些柴魚片與蔥花或肉鬆增強香氣。
- 皮蛋瘦肉粥：是一種以切成小塊的皮蛋及豬絞肉或豬肉絲為配料，與白米一同熬煮數小時而成的粥。
- 三色蛋： 一般家庭式菜肴。由鸡蛋、咸蛋、皮蛋三种不同颜色的蛋蒸出来的一道菜肴。
- 咸蛋皮蛋粥：熬制好的粥，搭配咸蛋和皮蛋，以及腌制的小菜，是不少人喜爱的早餐。
- 酱油皮蛋：剥壳的皮蛋，搭配一般家用的酱油，下饭的一道小菜。
- 擂辣椒皮蛋：将螺丝椒与皮蛋放入杵臼中捣烂的凉菜。
- 炸皮蛋